# コディ・ステイシャク
- コディ・スタシャク
- コディ・スタシャック

コディ・ウィリアム・ステイシャク（Cody William Stashak, 1994年6月4日 - ）は、アメリカ合衆国ニュージャージー州アトランティック郡サマーズポイント出身のプロ野球選手（投手）。右投右打。アメリカ独立リーグ・アトランティックリーグのランカスター・バーンストーマーズ所属。
メディアによっては「スタシャク」、「スタシャック」と表記されることもある。

## 経歴

### プロ入りとツインズ時代
2015年のMLBドラフト13巡目（全体380位）でミネソタ・ツインズから指名され、プロ入り。契約後、傘下のアパラチアンリーグのルーキー級エリザベストン・ツインズでプロデビュー。10試合に先発登板して5勝2敗、防御率3.43、53奪三振を記録した。
2016年はA級シーダーラピッズ・カーネルズとA+級フォートマイヤーズ・ミラクルでプレーし、2球団合計で21試合（先発20試合）に登板して10勝5敗1セーブ、防御率2.80、90奪三振を記録した。
2017年はA+級フォートマイヤーズとAA級チャタヌーガ・ルックアウツでプレーし、2球団合計で22試合（先発16試合）に登板して4勝4敗、防御率3.60、90奪三振を記録した。
2018年はA級シーダーラピッズでプレーし、37試合（先発2試合）に登板して2勝1敗4セーブ、防御率2.87、74奪三振を記録した。
2019年はAA級ペンサコーラ・ブルーワフーズで開幕を迎えた。その後、AAA級ロチェスター・レッドウイングスを経て7月22日にメジャー契約を結んでアクティブ・ロースター入りし、翌23日のニューヨーク・ヤンキース戦でメジャーデビュー。この年メジャーでは18試合（先発1試合）に登板して0勝1敗、防御率3.24、25奪三振を記録した。
2020年は11試合に登板して1勝0敗、防御率3.00、17奪三振を記録した。
2021年は5月末を最後にマイナーでも登板がなく、6月25日に左背中椎間板損傷により60日間の負傷者リストに入りシーズンを終了した。この年のメジャーでの登板は15試合にとどまった。
2022年は11試合に登板し、3勝0敗、防御率3.86という成績を残していたが、6月8日に右肩関節唇断裂を修復する手術を受けることが発表され、この年も途中離脱することになった。オフの11月11日にDFAとなり40人枠から外れ、同日中にフリーエージェント（FA）となった。

### 独立リーグ時代
2023年7月28日にアトランティックリーグのランカスター・バーンストーマーズと契約した。

## 投球スタイル
「アウトを取るにはストライクを投げる以外に方法はない」と本人が語る通り、メジャーデビュー後の3年間で68奪三振に対して14四球と、高い制球力を誇る。

## 詳細情報

### 年度別投手成績
| 年 度    | 球 団    | 登 板 | 先 発 | 完 投 | 完 封 | 無 四 球 | 勝 利 | 敗 戦 | セ 丨 ブ | ホ 丨 ル ド | 勝 率 | 打 者 | 投 球 回 | 被 安 打 | 被 本 塁 打 | 与 四 球 | 敬 遠 | 与 死 球 | 奪 三 振 | 暴 投 | ボ 丨 ク | 失 点 | 自 責 点 | 防 御 率 | W H I P |
| -------- | -------- | ----- | ----- | ----- | ----- | -------- | ----- | ----- | -------- | ----------- | ----- | ----- | -------- | -------- | ----------- | -------- | ----- | -------- | -------- | ----- | -------- | ----- | -------- | -------- | ------- |
| 2019     | MIN      | 18    | 1     | 0     | 0     | 0        | 0     | 1     | 0        | 1           | .000  | 104   | 25.0     | 29       | 3           | 1        | 0     | 1        | 25       | 0     | 0        | 9     | 9        | 3.24     | 1.20    |
| 2020     | MIN      | 11    | 0     | 0     | 0     | 0        | 1     | 0     | 0        | 5           | 1.000 | 57    | 15.0     | 11       | 2           | 3        | 0     | 0        | 17       | 1     | 0        | 5     | 5        | 3.00     | 0.93    |
| 2021     | MIN      | 15    | 0     | 0     | 0     | 0        | 0     | 0     | 0        | 2           | ----  | 75    | 15.2     | 16       | 2           | 10       | 0     | 1        | 26       | 1     | 0        | 12    | 12       | 6.89     | 1.66    |
| MLB：3年 | MLB：3年 | 44    | 1     | 0     | 0     | 0        | 1     | 1     | 0        | 6           | .500  | 236   | 55.2     | 56       | 7           | 14       | 0     | 2        | 68       | 1     | 0        | 26    | 26       | 6.89     | 1.26    |

- 2021年度シーズン終了時

### 背番号
- 61（2019年 - 2022年）